# Маттоньо, Карло
Ка́рло Матто́ньо (итал. Carlo Mattogno, род. 12 января 1951 года, Орвието) — итальянский писатель и отрицатель Холокоста. Был членом Консультативного совета Института пересмотра истории и редактором его журнала Journal of Historical Review. С 2016 года — редактор и обозреватель журнала Комитета открытых дебатов по вопросам Холокоста (CODOH), пропагандирующего отрицание Холокоста. Антисемит и неонацист.

## Биография
Карло Маттоньо родился в 1951 году в городе Орвието (Италия). Утверждается, что он изучал латынь, греческий язык, философию, а также занимался востоковедением и религиоведением. Но достоверных данных о его образовании нет.

## Деятельность
Сторонник радикального антисемитизма в традиции Юлиуса Эволы и Рене Генона и подхода, согласно которому концепция еврейского единого Бога и Израиля как избранного народа приводит евреев к «расизму», к практике «двойной морали», к «уничтожению всех нееврейских традиций» и «всех политических форм и всех нееврейских авторитетов» и, наконец, к «мировому господству». Среди известных отрицателей Холокоста Маттоньо принадлежит к так называемым «исследователям», которые разбирают те или иные отдельные вопросы, связанные с Холокостом с целью опровергнуть общепринятые научные взгляды и публикуют свои выводы. Он является самым известным отрицателем Холокоста в Италии и одним из наиболее продуктивных авторов в этой тематике: написал за 30 лет почти 50 книг и брошюр.
Маттоньо впервые привлек к себе внимание в 1985 году двумя псевдонаучными исследованиями: «Миф об истреблении евреев» (Il mito dello sterminio ebraico) и позднее «Отчёт Герштейна: анатомия мошенничества» (Il rapporto Gerstein: anatomia di un falso), которые опубликовал в итальянском неофашистском издательстве Sentinella d’Italia (одно из самых антисемитских и пронацистских итальянских издательств). Также он публикуется в неофашистских издательствах «Edizioni di Ar», в издательствах известного отрицателя Холокоста Гермара Рудольфа «Vierteljahreshefte für freie Geschichtsforschung» и «Castle Hill Publishers», в ревизионистской «L’Association des Anciens Amateurs de Récits de Guerres et d’Holocaustes», в La Sfinge — органе бывшего солдата Ваффен-СС Тиса Кристоферсена и на исламофашистском веб-сайте Ахмеда Рами «Радио Ислам». Активно сотрудничал с отрицателем Холокоста Юргеном Графом.
В своей работе «Белжец — в пропаганде, свидетельствах, археологических исследованиях и истории» Маттоньо утверждает, что лагерь смерти Белжец был всего лишь «транзитным лагерем для переселения евреев на Восток». В других работах постоянно пытается доказать утверждения о якобы «технической невозможности газовых камер», уже растиражированную Робером Фориссоном.
В 1989 году Маттоньо участвовал в выпуске журнала CEDADE, посвященного столетию со дня рождения Гитлера.
До начала 2000-х, несмотря на активную публицистическую деятельность, Маттоньо оставался относительно малоизвестным автором — пока его работы не перевел на английский язык Гермар Рудольф. Начиная с 2000 года Маттоньо занялся тем, что историк Николас Терри охарактеризовал как «запирание конюшни после кражи лошади» — оспаривал массовые убийства в Освенциме после проигрыша отрицателем Дэвидом Ирвингом громкого процесса против Деборы Липштадт. При этом другие ревизионисты, такие как Артур Батц и Робер Фориссон, критиковали Маттоньо за сложный стиль и многословность.
Брат Маттоньо, католик-традиционалист Джан Пио Маттоньо, отвергает проеврейские и произраильские постановления Второго Ватиканского собора, и регулярно публикуется с Карло в ультраправом журнале «Орион», где Карло в 1986 году сменил итальянского неофашиста Клаудио Мутти на посту редактора раздела «Иудаизм, контристория, истребление».

## Юридическое преследование
В 1992 году Маттоньо опубликовал книгу «Освенцим — первая газовая камера, слухи и реальность» (La Prima Gasazione). Французский перевод был опубликован в 1999 году под названием «Освенцим: первое отравление газом» (Rumeurs et réalité). Книга была конфискована окружным судом Мангейма 27 сентября 2012 года и 8 февраля 2013 года занесена в реестр Федерального центра защиты прав детей и молодежи в СМИ как наносящая вред молодежи.